# Église de la Sainte-Trinité de Kempele
L'église de la Sainte-Trinité (en finnois : Pyhän Kolminaisuuden kirkko) est une église située à Kempele en Finlande,.

## Description
L’église conçue par Pekka Jauhiainen est inaugurée le 8 août 1993. 
Elle peut accueillir 400 personnes. 